# Ognissanti
Ognissanti, även benämnd Ognissanti in Via Appia Nuova, är en kyrkobyggnad och titeldiakonia i Rom, helgad åt alla helgon. Kyrkan är belägen vid Via Appia Nuova i quartiere Appio-Latino och tillhör församlingen Ognissanti.
Kyrkan förestås av Piccola Opera della Divina Provvidenza, kallade Orionini, en kongregation, grundad av Luigi Orione (1872–1940; helgonförklarad 2004).

## Historia
Kyrkan uppfördes åren 1914–1920 i nyromansk stil efter ritningar av arkitekten Costantino Schneider. Kyrkan konsekrerades den 31 oktober 1920 av ärkebiskop Giuseppe Palica. 
Fasaden har en mittportal och tvenne sidoportaler. Över mittportalen sitter en relief som framställer Jungfru Maria med änglar, medan sidoportalernas reliefer har var sin ängel. Den övre våningen har fyra rundbågefönster med korintiska kolonner. Fasaden kröns av en huvudgesims med rundbågar, vilka vilar på kragstenar.
Interiörens grundplan har formen av ett latinskt kors. I absiden återfinns en mosaik, Den heliga Treenigheten med helgon i härligheten, utförd av Silvio Galimberti.

## Titeldiakonia
Kyrkan stiftades som titeldiakonia med namnet Ognissanti in Via Appia Nuova av påve Paulus VI år 1969.
Kardinaldiakoner
- Giuseppe Paupini: 1969–1979; titulus pro hac vice: 1979–1992
- Mikel Koliqi: 1994–1997
- Alberto Bovone: 21 februari 1998 – 17 april 1998
- Walter Kasper: 2001–2011; titulus pro hac vice: 2011–